# Велика плажа (Улцињ)
Велика плажа je пјешчана плажа у Улцињу, Црна Гора. Плажа излази на обалу Јадранског мора, и удаљена је 5 km од града. Дужина плаже износи 13 км, а ширина је у просјеку 60 м. Због величине и ситног пијеска називају је и „Улцињска Копакабана".

## Положај
Велика плажа се простире од рта Ђерана до Аде Бојане. Процјењује се да може да прими око 150.000 купача. Пијесак је уситњен, богат минералима и приписује му се љековито својство. За ову плажу карактеристичан је дуг плитки појас слане воде. У позадини се налази борова шума и прилаз ка плажи. На исјеченим дијеловима шуме су изграђени терени, игралишта, ресторани. 
На самом крају плаже је ушће ријеке Бојане у море.